# Calédonite
La calédonite, dont le nom dérive de Calédonie, le nom historique de son lieu de découverte (l'Écosse), est un minéral sulfate-carbonate de plomb et de cuivre richement coloré bleu-vert ayant une structure cristalline orthorhombique. C'est un minéral rare trouvé dans les zones oxydées de gisements de cuivre et de plomb.

## Minéral de collection
La calédonite est principalement utilisée comme minéral de collection. Bien qu'elle contienne du cuivre et du plomb, c'est un minéral secondaire et elle n'est pas assez abondante dans aucun des gisements connus pour être utilisée comme minerai. La calédonite, lorsqu'elle est constituée de cristaux bien développés, peut avoir la couleur bleu-vert profond caractéristique des minéraux secondaires de cuivre. D'un autre côté, son éclat élevé est plus caractéristique des minéraux secondaires de plomb. Les localités dans lesquelles la calédonite se trouve sous forme de cristaux bien développés sont assez rares et comprennent la mine Mammoth-St. Anthony à Tiger (en) dans l'Arizona, quelques mines en Californie, telles que la mine Reward. Quelques autres mines en Arizona et au Chili sont connues pour avoir fourni des échantillons. 

## Minéraux associés
Etant donné que la calédonite se trouve dans les dépôts oxydés de cuivre et de plomb, on la trouve souvent en association avec d'autres minéraux de cuivre et de plomb. Les minéraux fréquemment associés comprennent la linarite, la malachite, la cérusite, la brochantite, l'anglésite, la leadhillite et l'azurite.

## Conseils pour l'identification
La couleur bleue de la calédonite est un indicateur utile mais insuffisant, en particulier car l'un de ses minéraux associés, la linarite, est également d'une couleur bleue vive. Les tests utiles pour déterminer si un échantillon est de la calédonite comprennent sa densité, son trait et son habitus.